# Х'ю де Балліол
Х'ю де Балліол (англ. «Hugh de Balliol» або «Hugh de Bailleul», народ. 1177 — пом. 2 лютого 1229 г.) — представник англо-шотландського аристократичного роду нормандо-пікардійського Походження Балліолів, лорд.
Х'ю де Балліол був старшим сином і спадкоємцем Есташа де Балліола, до 1190 року носив титул «де Елікур» і успадкував титул і землі Балліолей, коли помер Бернар де Балліол (близько 1190 року). Х'ю успадкував в 1209 році, після смерті батька, його титул лорда і великі володіння в північній Англії.
Х'ю і його брат Бернар були вірними прихильниками англійського короля Іоанна Безземельного, в честь якого Х'ю назвав свого сина Джоном. Джон де Балліол після смерті батька успадкував титул лордів Балліол і став главою цього клану.